# Joseph White Musser
Joseph White Musser, född 1872, död 1954, fundamentalistisk polygamist inom mormonkyrkan.
I mars 1902 gifte han sig för andra gången, denna gång med Mary C Hill. Hans tredje giftermål (med Ellis R Shipp Jr) i juli 1907 tillkännagavs på förstasidan av tidningen Salt Lake Tribune.
Mussers stöd för månggifte föranledde De Tolvs Quorum att kalla honom till samtal i juli 1909. Detta samtal medförde dock inga disciplinära åtgärder mot Musser som istället utnämndes till missionsledare i Indien.
1915 hävdade Musser att han tilldelats auktoritet att förrätta massvigslar av en av apostlarna och när han också började förrätta sådana vigslar blev utesluten ur Jesu Kristi Kyrka av Sista Dagars Heliga i mars 1921.
Musser anslöt sig till grupper av mormoner som vägrade acceptera att kyrkan övergivit månggiftet, under press från myndigheterna.
I maj 1922 gifte Musser sig med Lucy O Kmetsch och den 14 maj 1929 ordinerades han till apostel inom the Apostolic United Brethren av Lorin Calvin Woolley.